# Szent János-keresztelőkápolna (Firenze)

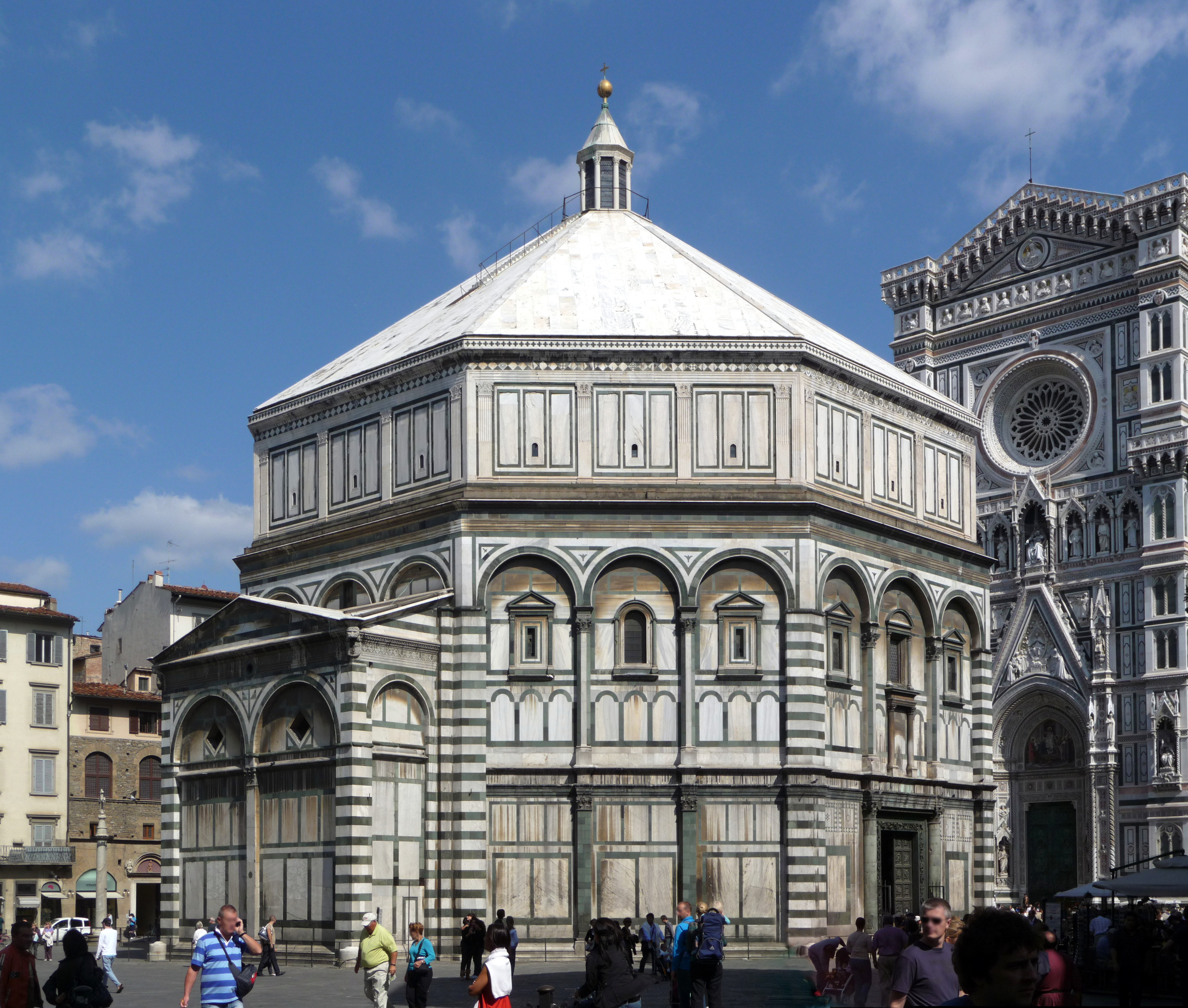
A kápolna a szentély felől nézve, háttérben a dóm

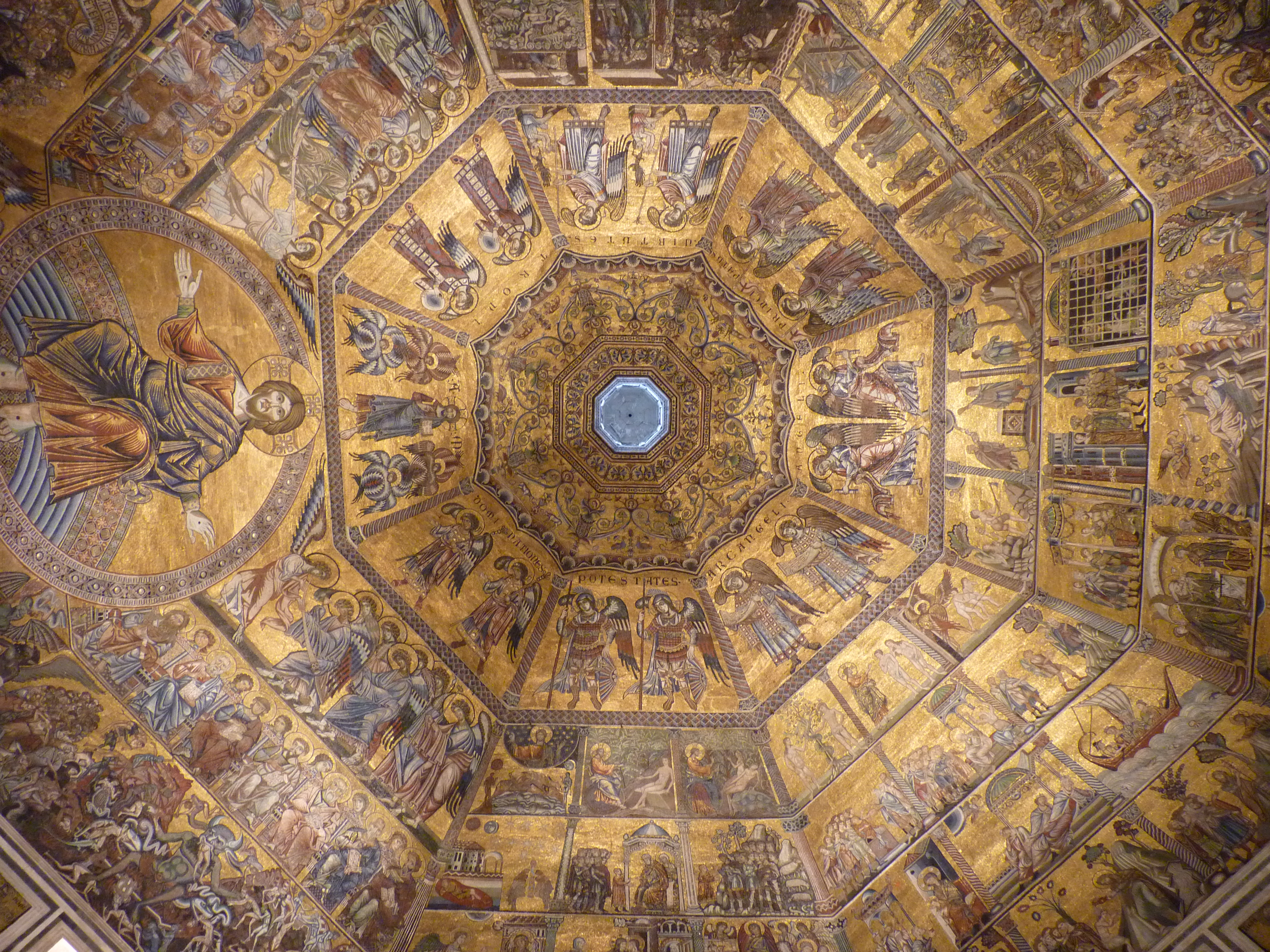
A mennyezeti mozaik

A Szent János-keresztelőkápolna (olaszul Battistero di san Giovanni Battista, röviden: Battistero) Firenze védőszentjének, Keresztelő Szent Jánosnak fölajánlott, nyolcszögletű keresztelőkápolna Firenze történelmi központjában. A dómmal szemközt, a Dóm téren áll. A kápolna egyike Firenze legrégibb épületeinek, római alapokra építették, építését 1150-ben fejezték be. Látványosságai közé számítanak az 1330 és 1452 között készült aranyozott bronzkapuk, melyek Andrea Pisano és Lorenzo Ghiberti munkái, és a kupolát belülről borító mozaikok. Ebben a kápolnában keresztelték meg 1265-ben Dantét is, és a firenzeieket a 19. század utolsó évtizedeiig kizárólag itt keresztelték.

## Elhelyezkedése
A középkorban az épület mellett állt a püspökség, a tér nyugati oldalán. A 16. században új püspöki palotát építettek, amit a 19. században áthelyeztek úgy, hogy a teret kiszélesítették, és a palotát hátrébb (a Battistero mögött, a dómmal ellentétes oldalon) építették fel, eredeti formájában. A kápolnáról így elmondható, hogy korábban inkább a püspöki palotához kapcsolódott, mint a dómhoz, illetve annak elődjéhez, a Santa Reparata-templomhoz, különösen, hogy a kápolna és a korábbi templom között egy keskeny épület is állt, ami ispotályként szolgált, és amit 1292-ben, Dante tanácsára lebontottak.

## Hatása
A mai dóm elkészülte előtt a Santa Reparata-templomot és a kápolnát felváltva hívták dómnak a korabeli dokumentumokban, de az utóbbi számított a középkori város centrumának. Maga Dante is „il mio bel San Giovanni”-nak („az én szép Szent Jánosom”) nevezte az épületet.
A kápolna stílusa Firenze egészére hatott, ami utána, a reneszánszban keletkezett a városban, szellemében és eredetében ebben az épületben összpontosul. A Battistero protoreneszánsz alkotás, és nagyobb hatással volt a helyi építészet alakulására, mint a vele egyidőben, az Arno túlsó partján megépült San Miniato al Monte-templom.

## Építése
Az épület pontos korát nem lehet megállapítani. Az eredeti kápolnát, melyet már 897-ben említenek az oklevelek valószínűleg római kori alapokra emelték, az egykori római város szélén. A legenda szerint egy Augustus-kori Mars-szentély képezi az alapját, melyet azonban egyes legendák Julius Caesarnak tulajdonítanak, aki a Fiesole mellette római győzelem emlékére emeltette volna, más források szerint az első században prétorok háza állt itt, ásatások pedig a kápolna alatt egy római fürdő vendégfogadóját tárták fel. Végül az 5. században alakítottak ki egy ókeresztény kápolnát, ebből a korból származó pénzérméket is találtak. Ezt a korai épületet 1000 körül újították fel, újbóli felszentelését II. Miklós pápa végezte 1059-ben. Erre a korra utalnak a belső oszloppárok és a kupola alatti karzatok.
Mai formáját a 11. században kezdték el kialakítani. Piramis-szerű tetőzete 1128-ban készült el, az oszlopos lanterna 1150-ben, a négyszögletes szószék (a „zseb") 1202-ben épült meg egy korábbi félköríves apszis helyén. A nyolcszögű tetőzet alatt kupola helyezkedik el. A kápolnát kívülről zöld-fehér színű, félkörívekkel, négyszögekkel és derékszögekkel díszített márványlapok borítják, ami eltér a korban szokásos díszítésektől. Ennek Firenze invesztitúraharc során tanúsított magatartása az oka, amikor is a város megpróbálta megőrizni a függetlenségét, ami abban is megmutatkozott, hogy az északi román stílus helyett tudatosan a déli, római mintákat követték. Arnolfo di Cambio 1296-ban fekete-fehér sávosra festette a sarokpilléreket, amivel a kápolna külső megjelenését a szemközti dóméhoz kívánta igazítani.
Az átépítések és hozzáépítések ellenére az épületet sokáig antiknak tartották, többek közt Dante és Filippo Brunelleschi is. Ennek az lehet az oka, hogy a kápolna ismeretlen építőmestere sok elemet az antik építészetből vett át, például az oszlopok és a pillérek szintenkénti rendjét, vagy a boltívek szabályos félkörívét és a felső szint attikaablakait. Ezekkel az antik hatású építészeti elemekkel szemben azonban újszerű a márványinkrusztáció, ami hangsúlyozza a falfelület tagolását. Háromdimenziós díszítményeket helyeztek el síkban, amik úgy hatnak, mintha falra vetített dekorációk lennének, ugyanakkor mivel az íveket kissé eltolták, azok vakárkádsor hatását keltik. Az épület körüli járószintet is megemelték.

A Battistero alaprajza
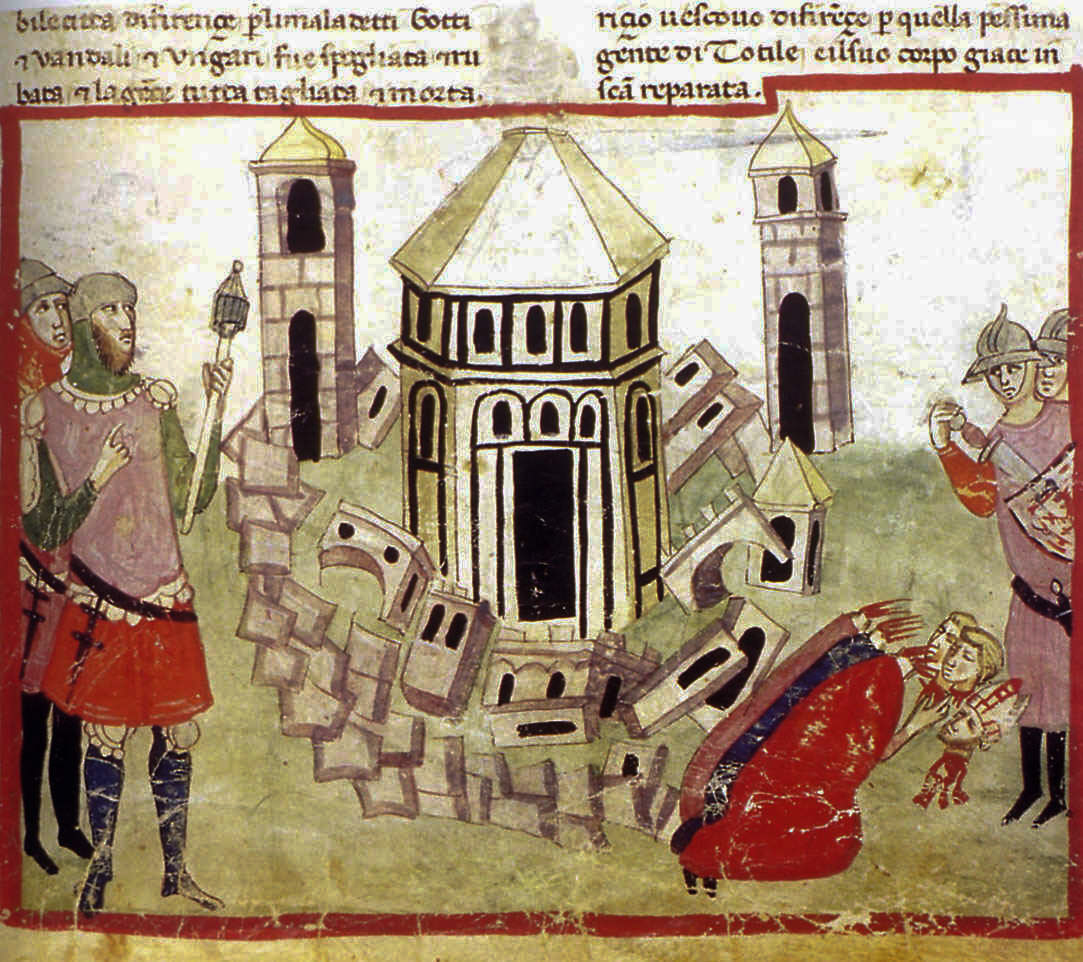
Totila keleti gót király lerombolja Firenze falait (krónikájából)
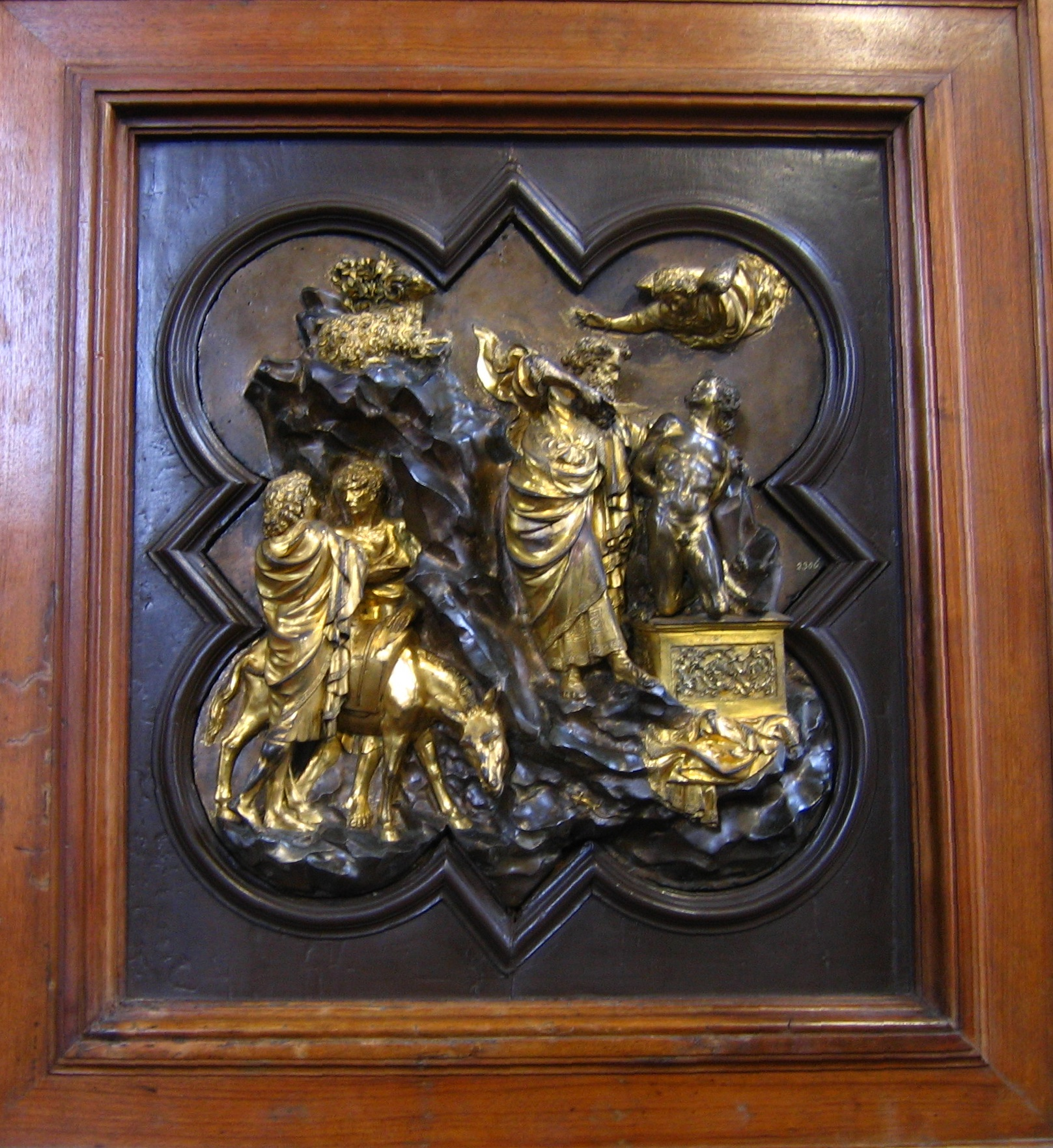
Ghiberti nyertes pályaműve az északi kapu megépítésére kiírt pályázaton, 1401-ben

### Restaurálása
Az 1966-os firenzei árvíz ebben az épületben is károkat okozott: megrongálódtak a kapuk és néhány, a kápolnában kiállított műtárgy. Ezeket restaurálásuk után vagy visszahelyezték eredeti helyükre, vagy múzeumba kerültek, s a helyükre másolatukat állították ki.
A kápolna külsejét 2014 februárjától 2015 októberéig restaurálták. Ezt megelőző legutolsó átfogó renoválása a második világháborút követően volt.

## Leírása

### A kápolna külseje
Az épület elrendezése a kora keresztény, nyolcszögletes alaprajzú központos tértípust követi, így a ravennai és a római keresztelőkápolnák ötvözete. Számos részletében klasszikus római és bizánci építészeti hatást mutat, például az oszlopfők, a kannelúrás vájatolt pilaszterek és az ablakok foglalata, ugyanakkor a már újszerűnek számító díszítések is megjelennek, a falfelületeket ritmikusan tagoló márványborítás, az inkrusztáció. A falat körös-körül 5 cm vastag zöld és fehér színű márványlapok borítják, amik geometriai formákat rajzolnak a falra, melyek különféle optikai és arányossággal kapcsolatos szabályokat követnek.
A kápolnának sátorteteje van, ami tompaszögeket bezáró csúcsba fut össze. Az így képződött kupola közel 26 méter átmérőjű teret fed be. Az épület magassága alig nagyobb a szélességénél, összhatásában a jól áttekinthető centrális terek közeli rokona. A sarkok pillérrendszere erőteljesebb, míg a falsíkok könnyedebbek. A fény tompításában, irányításában és a dekoráció jellegében kora középkori hatások is érvényesülnek.
Oldalain fapillérek vannak, amelyek három részre osztják őket. Fölöttük kiugró párkányok és kerek boltívek vannak, ablakokkal. A külsőt díszítő vakívek, féloszlopok plasztikus hatást kölcsönöznek az épületnek, míg a későbbi attika-ráépítésnek grafikus hatása van.
A pillérek rendszere és az íves-oszlopos tagolás enyhe relieffel fekszik a falfelületre. A sarokpillérek 1296-ban készült fekete-fehér vízszintes sávozása némi ellentétet mutat az eredeti homlokzatok rendszerével és légiesnek ható kiképzésével. A homlokzatsíkok vízszintesen és függőlegesen is 3-3 részre vannak osztva. Ez a hármas tagolás sok helyen visszatér, a részletekben vagy a márványinkrusztáció rajzában, de megfigyelhető az is, hogy magából a nyolcszög alapú épületből egy időben csak 3 homlokzata látható. Kellő távolságból figyelve a hármas tagolás szerinti látvány középpontjában jelentős szerepet kapnak a Battistero kapui.

#### A kapuk
A Battisterónak három kapuja van, amelyek a reneszánsz kor kezdeteitől az újabb kor művészete felé is utat nyitnak. Jelentőségük azért is nagy, mert a Dóm tér együttesében és annak városképi hatásában is fontos szerepet játszanak. Mindhárom bronzból készült, részben aranyozva. A déli kaput Andrea Pisano, az északi és a keleti kaput Lorenzo Ghiberti készítette a 14–15. században. A Ghiberti-féle újabb kapuknak vallási szerepük is volt, a Firenzét rendszeresen sújtó pestisjárványokat szerették volna velük – mint kegyes adományokkal – megfékezni.

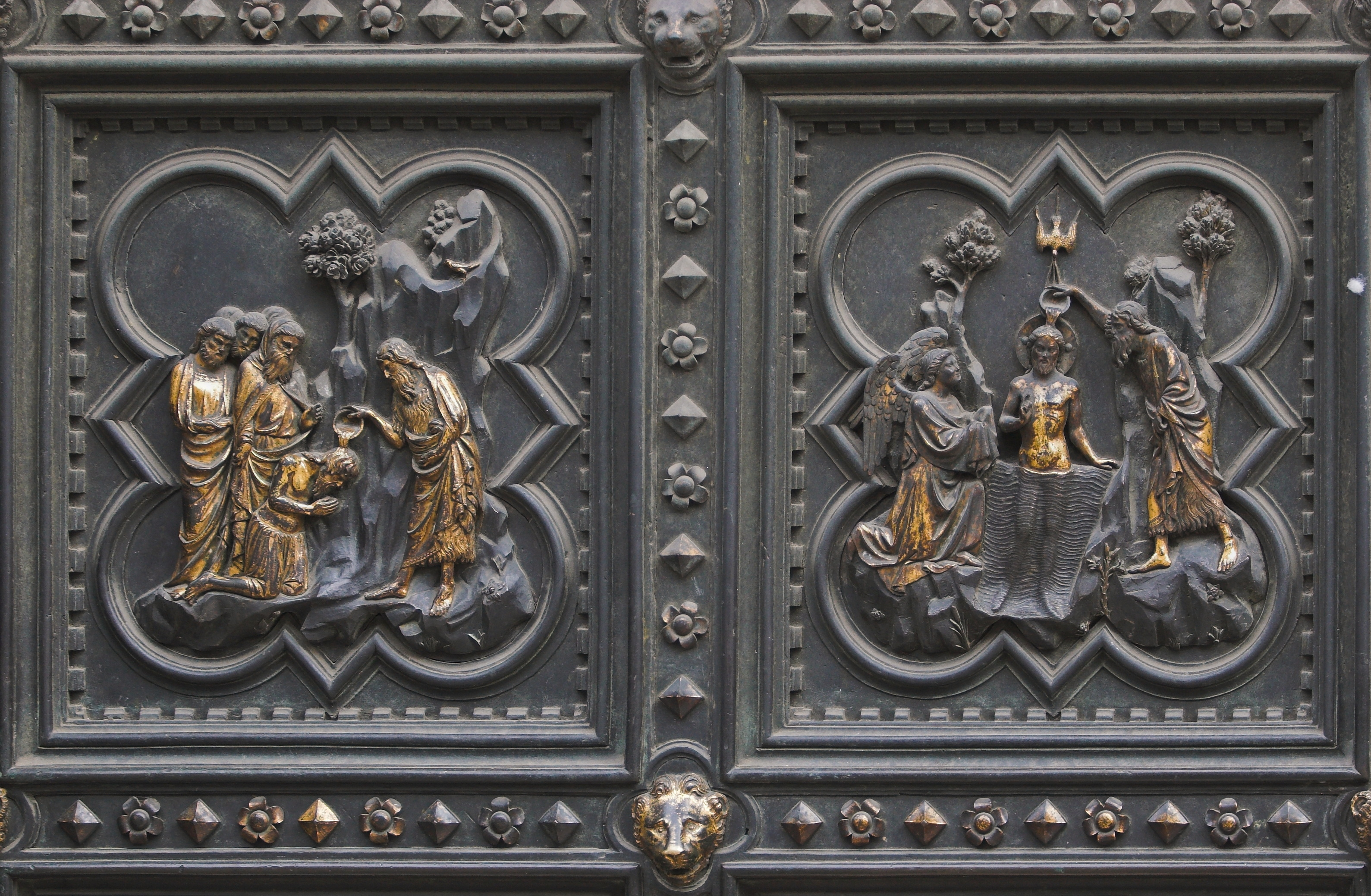
A déli-kapu részlete
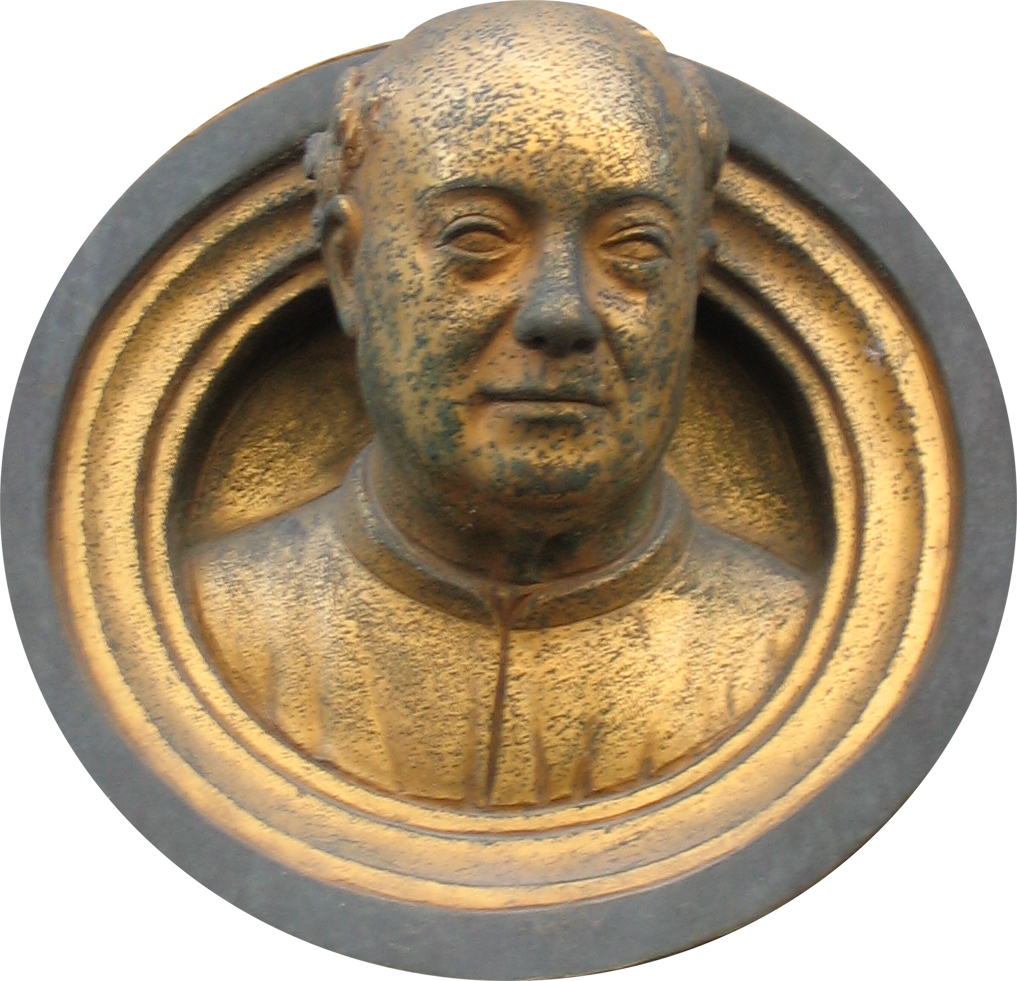
Ghiberti arcmása a Paradicsomi kapuról

##### Déli kapu

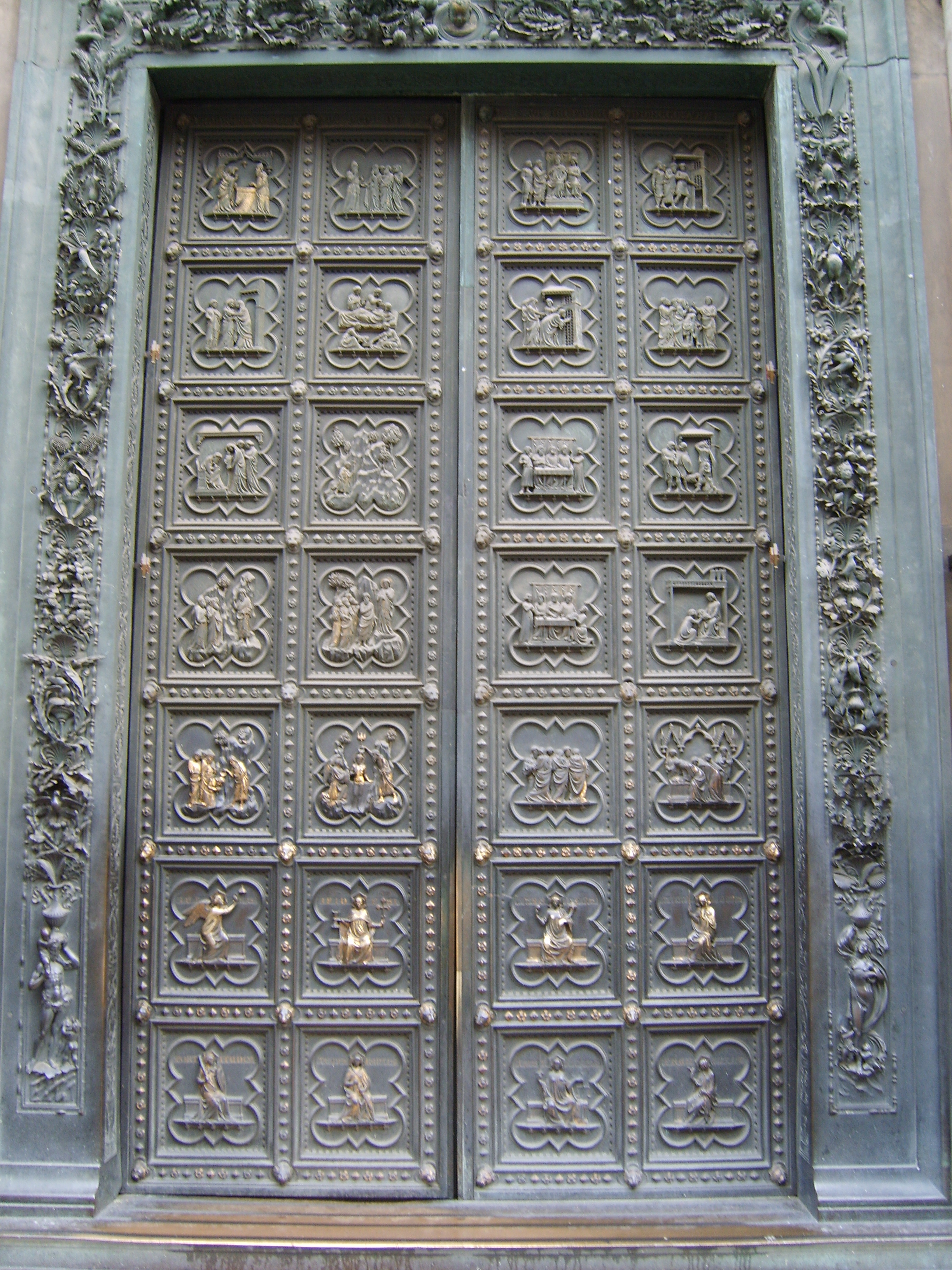
A déli kapu

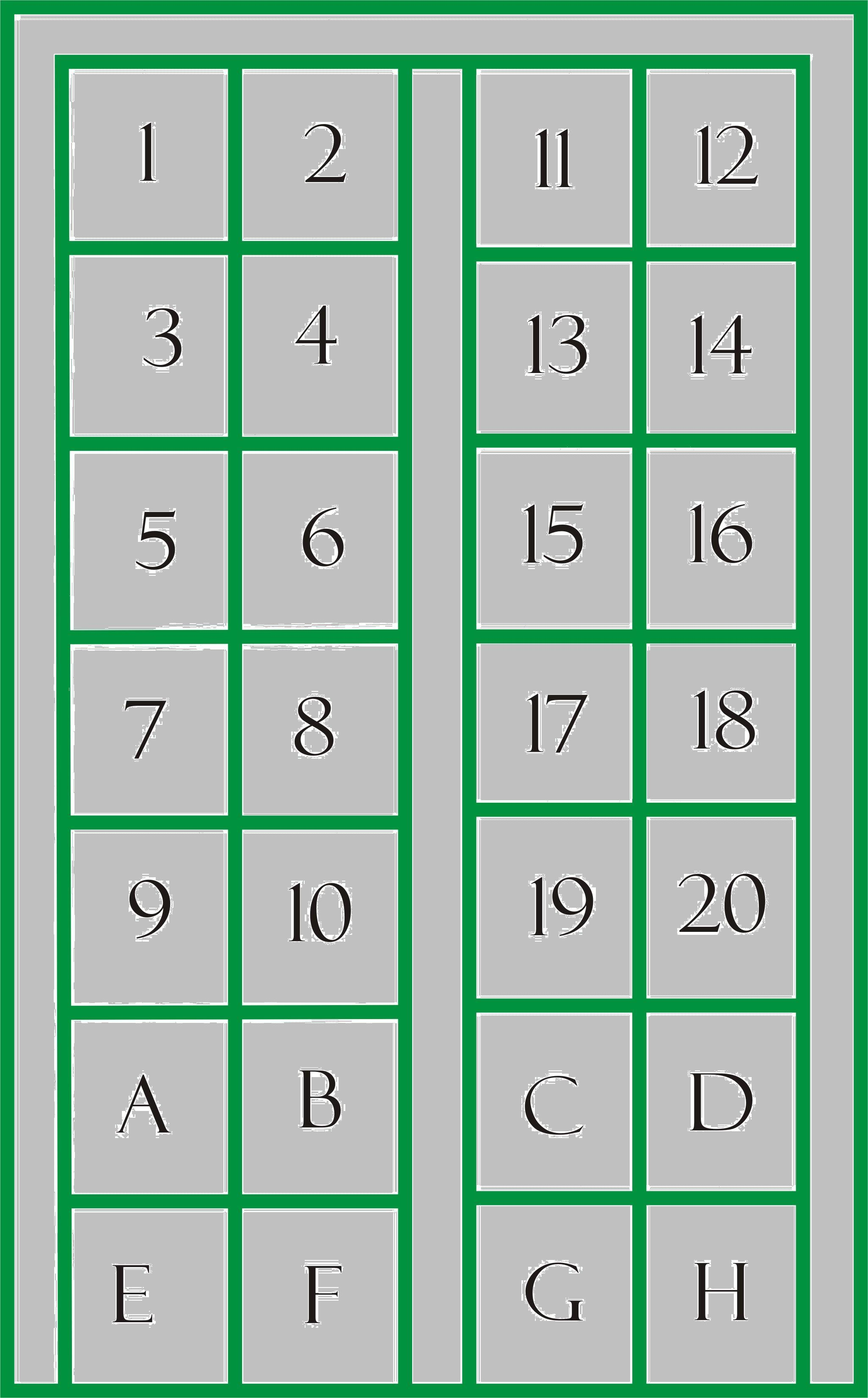
A déli kapu felosztása (a részek leírását lásd a szövegben)

A kápolna bejáratául szolgáló déli kapu, Andrea Pisano műve, 1330 és 1336 között készült el, a kápolna legrégibb kapuja. A képmezők domborműveinek mérete 53×40 cm. A kapu az Arte di Calimala céh megbízásából készült. Eredetileg a keleti oldalon állt, de Ghiberti második kapujának kedvéért a déli oldalra helyezték át. Pisano 1330-ra készült el a domborművek viaszba mintázásával, ezután velencei mesterek öntötték bronzba a mintákat. A kapu a favázas ajtó formáit ültette át bronzba.
28 képmezője van, amiből húszat a kápolna névadójának, Keresztelő Szent Jánosnak szentelt; az ő élete eseményeit mutatja be. Az alsó 8 mező pedig az erény allegóriáit ábrázolja. Sorrendben:
1: Az angyal hírül adja János születését

2: Zakariás elhagyja a templomot

3: Mária és Erzsébet találkozása

4: János születése

5: Zakariás táblára írja fia nevét: János

6: Szent János a pusztában

7: Szent János prédikál

8: Szent János Jézusra mutat

9: Szent János megkereszteli az embereket

10: Jézus megkeresztelése

11: János megvádolja Heródest

12: Szent János bebörtönzése

13: A tanítványok látogatása

14: Jézus prédikál és gyógyít

15: Szalóme tánca

16: Szent János vértanúsága

17: Szent János fejét tálcán nyújtják Szalóménak

18: Szalóme átadja anyjának, Heródiásnak Szent János fejét

19: A tanítványok Szent János holttestével

20: Szent János sírba tétele

A–B–C–D: Remény, hit, jótékonyság, alázatosság

E–F–G–H: Lelkierő, mértékletesség, igazságosság, körültekintés
A domborművek bronzból készültek, ívekből és négyszögekből kialakított, négykaréjos, gótikus keretbe foglalva. Az alakok többnyire csoportokba vannak rendezve, egyes jelenetek pedig kiemelkednek a kapu síkjából. A kapu évszázados hatást gyakorolt a firenzei szobrászatra. Amikor a kápolnát patronáló posztósok céhe 1401-ben pályázatot írt ki újabb bronzkapu építésére, mintául Pisano művét állították.
A kapu ajtókeretén figurális és növényi motívumok láthatók, amiket Vittorio Ghiberti, Lorenzo Ghiberti fia készített 1452 és 1462 között. A kapu fölötti Keresztelő János lefejezése című háromalakos szoborcsoportot Vincenzo Danti készítette, 1571-ben.

##### Északi kapu

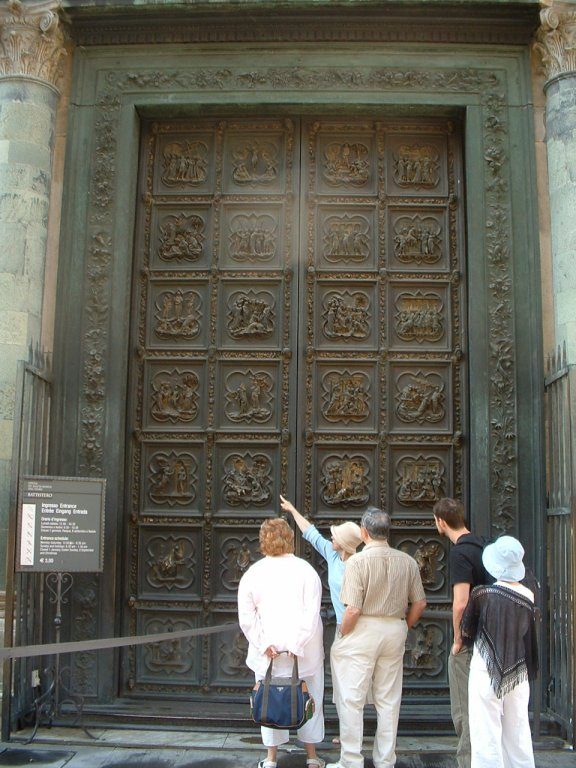
Turisták tanulmányozzák az északi kaput

###### A pályázat
Az északi kapu elkészítésére 1401–1402 telén írtak ki pályázatot, melyre hét pályamű érkezett, olyan szerzőktől mint Lorenzo Ghiberti, Filippo Brunelleschi, és Jacopo della Quercia. A pályázóknak egy év állt rendelkezésére, hogy elkészítsék pályaművüket, amelynek Izsák feláldozását kellett ábrázolnia, a pályamű formájának pedig Pisano kapuját kellett követnie. A pályamű elkészítéséhez a pályázók 4-4, összesen 75 font súlyú bronztáblát is kaptak, amikre 17 hüvelyk magasságú és 13 hüvelyk szélességű képeket kellett elkészíteniük. A zsűribe 34 embert választottak be, köztük Giovanni di Bicci de’ Medici bankárt, aki akkor a város leggazdagabb embere volt.
A zsűri tetszését Ghiberti és Brunelleschi pályázata nyerte el, végül az ekkor 23 éves Ghiberti művét választották. Wirtz szerint a döntésben valószínűleg nem kis szerepe volt annak, hogy Ghiberti költségkímélő eljárással, egy munkafázisban öntötte ki a domborművet, ami az egész kapu összköltségét tekintve jelentős megtakarítást eredményezett a megrendelők számára. Csak az első két pályamű maradt fenn, a Bargellóban őrzik őket.

###### A kapu leírása

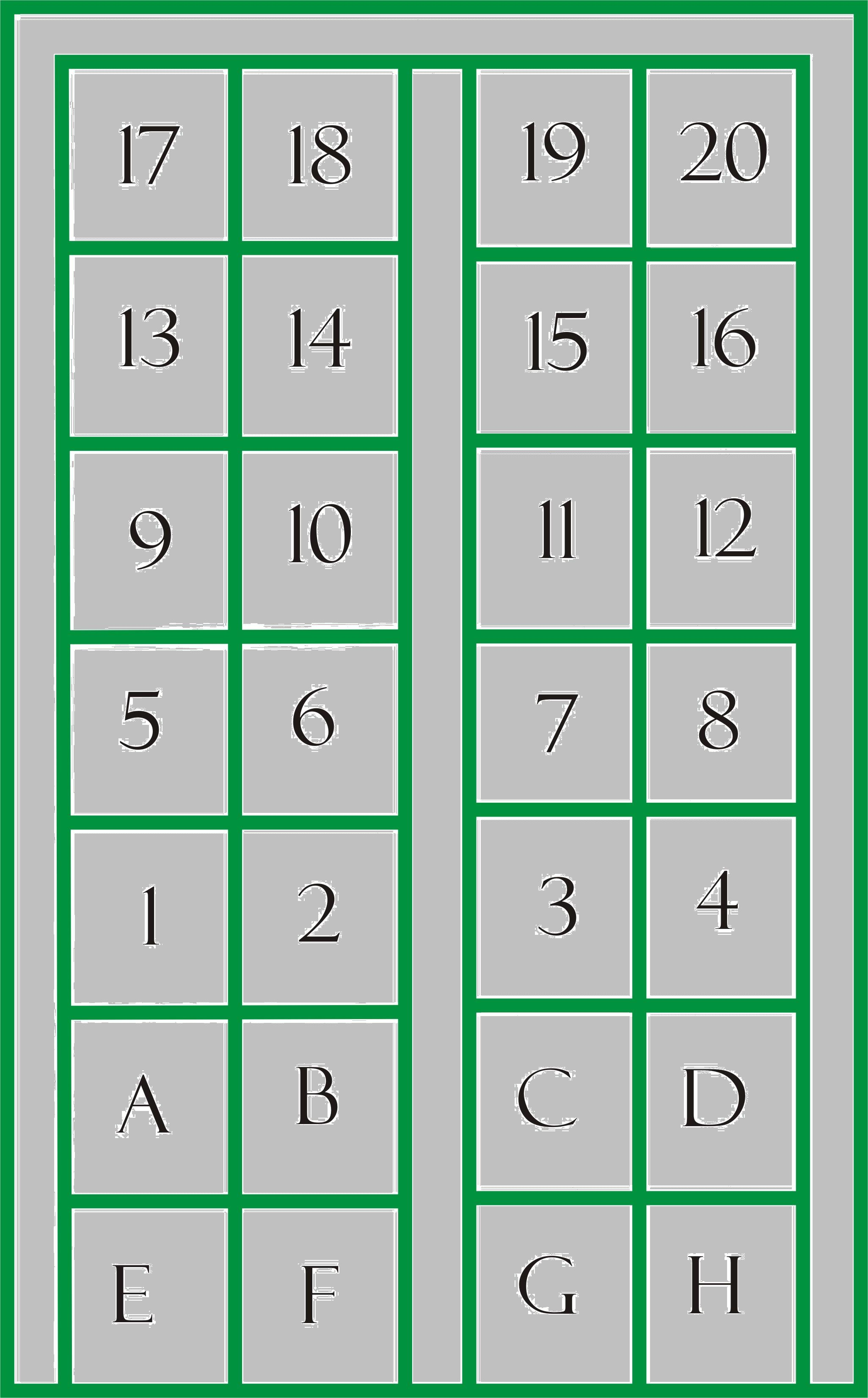
Az északi kapu felosztása (a részek magyarázatát lásd a szövegben)

A végleges kapun, ami 1424-re készült el, – a pályázat témájával ellentétben – nem ótestamentumi jelenetek láthatóak. Magassága 450 cm a kerettel együtt, a kazetták mindegyike 39×39 cm-es. A délihez hasonlóan 28 dombormű díszíti, azaz követi Pisano kompozícióját, de a domborművek már gazdagabb felfogása és a váz díszítésének lágyabb ritmusa már stílusbeli változást jeleznek. Már megfigyelhető az emberi test és az arckifejezések természethű mintázása. A képeken már épület- és tájrészletek is láthatóak, az akkoriban felfedezett perspektivikus látásmóddal ábrázolva őket. A 28 kép közül 20 foglalkozik Jézus életével. Az alsó 8 képen négy evangelista és négy egyházatya látható. Itáliában szokatlan módon, észak-alpesi hagyományokat követ a Jézus életét az angyali üdvözlettől a pünkösdi csodáig bemutató képsor, mivel azt balról jobbra, de alulról felfelé kell „olvasni”. A képek sorrendje:
1: Angyali üdvözlet

2: Jézus születése

3: A háromkirályok imádása

4: Krisztus az írástudók között

5: Jézus megkeresztelése

6: Jézus megkísértése

7: A templom megtisztítása

8: Jézus vízen jár

9: Krisztus színeváltozása

10: Lázár feltámasztása

11: Jézus bevonulása Jeruzsálembe

12: Utolsó vacsora

13: Az Olajfák hegyén

14: Jézus elfogatása

15: Jézus megkorbácsolása

16: Krisztus Pilátus előtt

17: Jézus keresztútja

18: Keresztre feszítés

19: Feltámadás

20: Pünkösd

A–B–C–D: János, Máté, Lukács, Márk

E–F–G–H: Szent Ambrus, Szent Jeromos, Szent György, Szent Ágoston
Ahol a kazetták találkoznak, apró portréfejek láthatóak, melyek közül az egyikben Ghiberti saját magát mintázta meg. Naturalista hatású részletek figyelhetőek meg az ajtókereteken is, látható béka, gyík, csiga és egyéb állatok.
A kapu fölötti, Keresztelő János prédikál című háromalakos szoborcsoportot Giovan Francesco Rustici készítette 1506 és 1511 között.

##### Keleti kapu

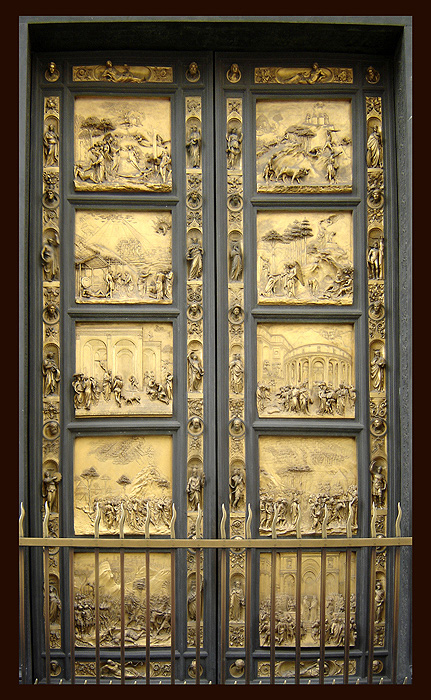
A (keleti) Paradicsomi kapu

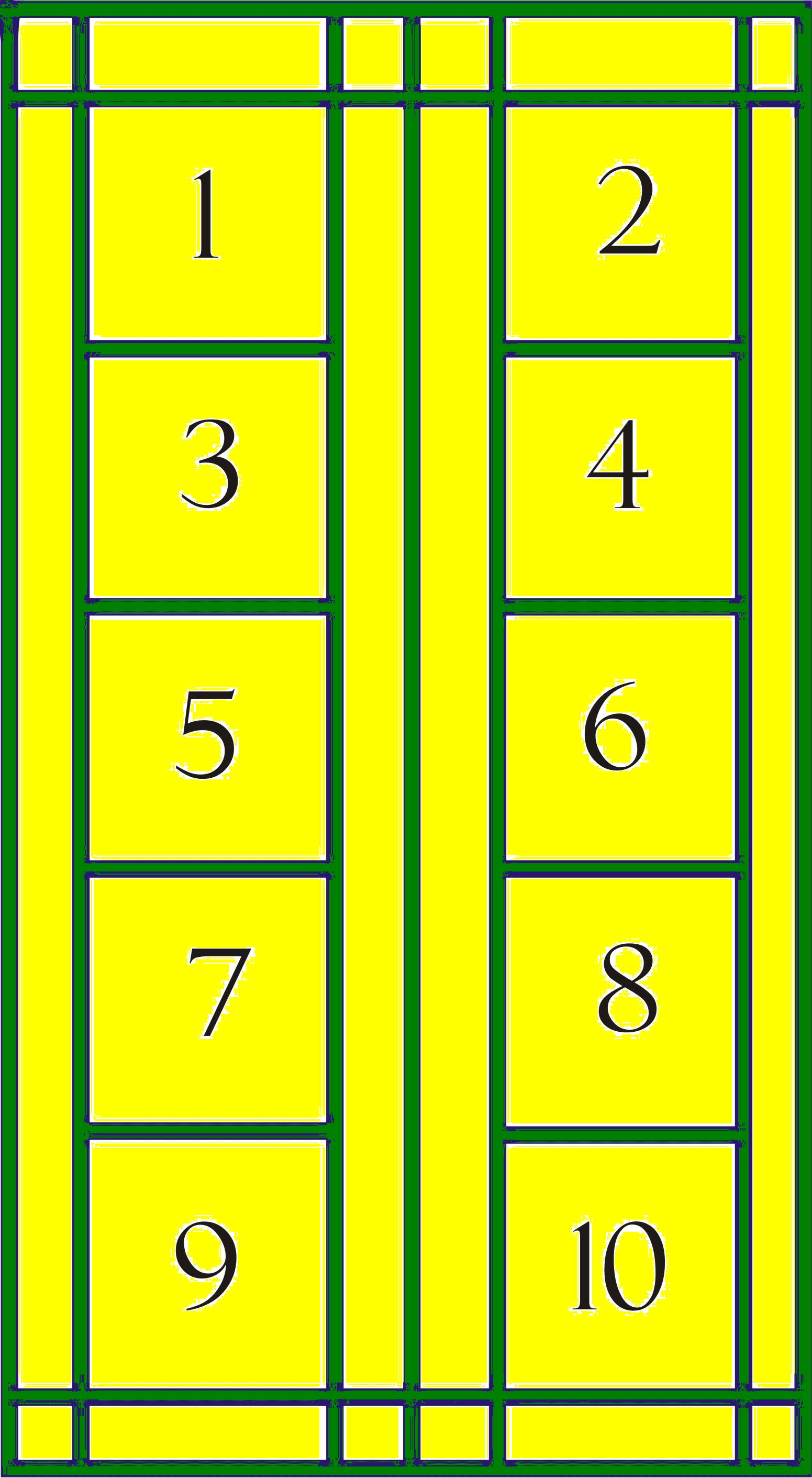
A Paradicsomi kapu felosztása (a részek leírását lásd a szövegben)

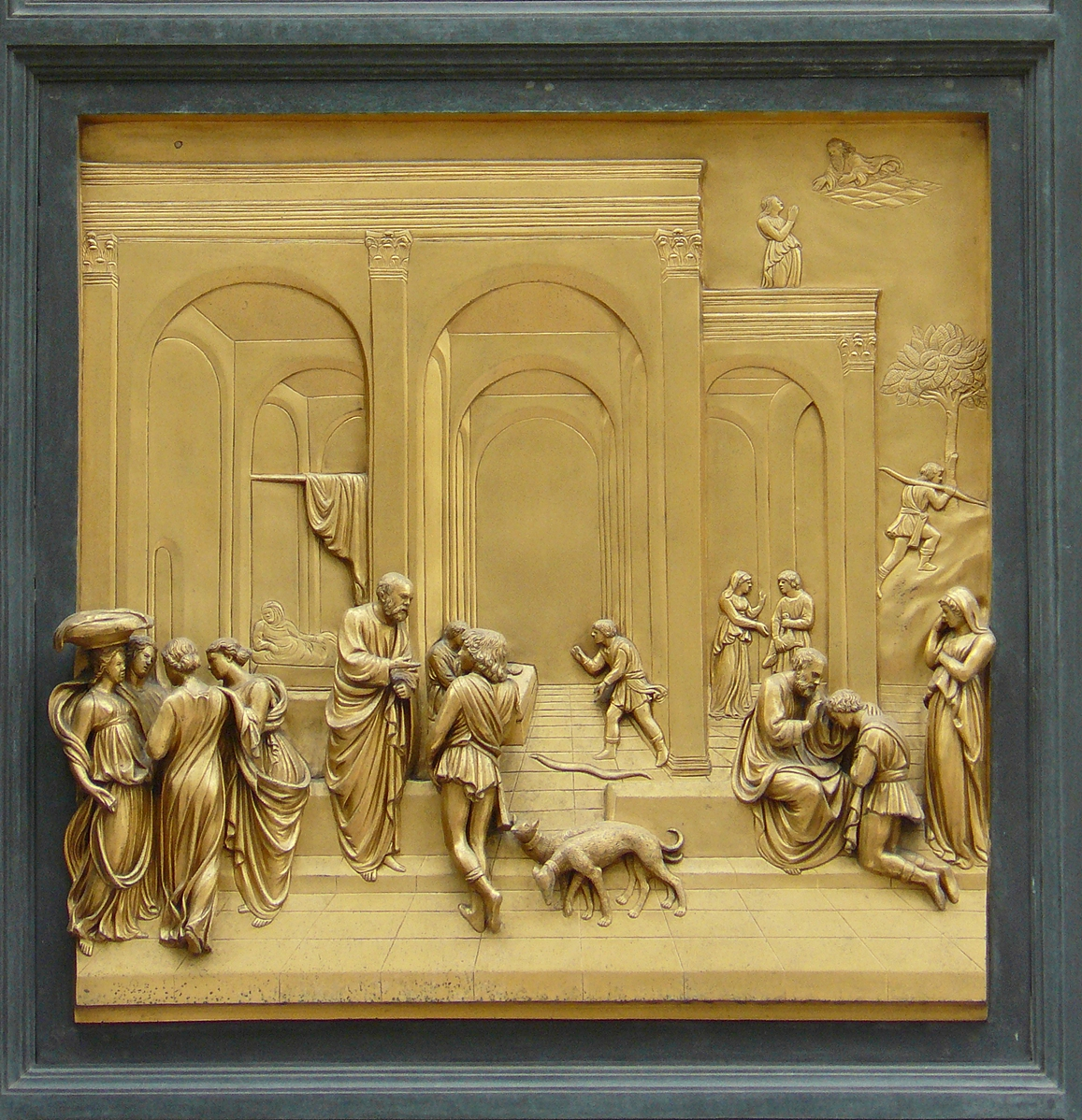
A Paradicsomi kapu részlete: Izsák, Ézsau, Ráhel és Jákob

Ghiberti az északi kapu elkészítése után már pályázat nélkül kapott megbízást a keleti (Dómmal szembeni) kapu elkészítésére.
A keleti kapu, más néven Paradicsomi kapu (olaszul Porta del Paradiso), Ghiberti főműve, amin 1425-től 1452-ig, 27 éven át dolgozott, a Kereskedők Céhének megbízásából. A kaput azért nevezik Paradicsomi kapunak is, mert Michelangelo azt mondta róla, hogy „méltó lenne arra, hogy a Paradicsom kapuja legyen”. Vasari szerint pedig ez a kapu „a földkerekség legszebb és legtökéletesebb műve”. Ghiberti Kommentárok címen írt, művészeti írásokat tartalmazó művében maga is sokat foglalkozik a kapuval, így leírja, hogy a kapu megalkotásánál szabad kezet kapott. A mű annyira elnyerte a megbízók tetszését, hogy eredeti elképzelésükkel ellentétben nem a déli oldalra helyezték, hanem a dómmal szemközti keleti oldalra, ahonnan Pisano kapuját áthelyezték a déli oldalra.
A kapu 521×321 cm, a domborművek mérete egyenként 80×80 cm. Ez a kapu már nem 28 részre osztott, és Ghiberti szakított a Pisano-féle gótikus keretezéssel is, egyszerű négyzettel vannak keretezve a képek, amiket aranyozott kettős reliefsor övez. A másik két kapu tábláihoz képest a Paradicsomi kapuéi nagyobbak, ezért csak 10 kép fért el rajta. Eltűntek a másodlagos keretezések is, de megjelent a perspektíva korai ábrázolása. Mivel Ghiberti a lapos relieftől a magas domborműig többféle technikát alkalmazott, ezért a 10 relief tulajdonképpen plasztikus alakokkal gazdagon benépesített tájkép, ahol az előtérben szereplő figurák kerekségükben vannak megmintázva, majd a dombormű egyre laposabbá válik, hogy a leghátsó elemek szinte már csak rárajzoltnak tűnjenek. Jellemzője az is, hogy egy-egy mezőben ugyanannak a történetnek több epizódját is ábrázolta a művész.
A kereten növényi motívumok láthatóak, köztük 48 kicsi fülkeszobor és medalionban elhelyezett fej. Köztük a bal oldal közepén Ghiberti saját arcmását örökítette meg, a többin szibillák, próféták és más bibliai alakok fedezhetőek fel.
A domborművek, amiknek a témáját Leonardo Bruni humanista válogatta ki, sorban a következő ótestamentumi jeleneteket ábrázolják:
1: Ádám és Éva teremtése; kiűzetés a Paradicsomból

2: Ádám a földet műveli; Káin testvérgyilkossága

3: Az özönvíz; Noé bárkája; Noé áldozata és részegsége

4: Ábrahám a három angyallal; Sára a sátorban; Hágár a pusztában; Izsák feláldozása

5: Ézsau és Jákob története: Ézsau Izsákhoz megy; Ráhel és Jákob; Izsák megáldja Jákobot

6: József és testvérei Egyiptomban; Benjámin zsákjában megtalálják az aranypoharat; a testvérek visszatérése Kánaánba

7: Mózes átveszi a törvénytáblákat

8: Jerikó falai leomlanak; Józsua átkel a Jordánon

9: Dávid harca a filiszteusokkal; Góliát legyőzése

10: Salamon fogadja Sába királynőjét
A jelenetekbe belerejtették magát a várost, Firenzét mint az antik Róma örökösét. Az egyik táblán Jeruzsálemet Firenze helyettesíti, míg a legutolsó táblán, melyen Salamon király fogadja Sába királynőjét, a dóm belseje látható.
Giorgio Vasari szerint „Ghibertinek ez az alkotása részleteiben és egészében is tanúsítja, hogy mit érhet el a szobrász tehetségével és erejének megfeszítésével a szinte kerek szobornyi figurák, a közepes, a lapos és az igen lapos domborművek megformálása terén, miként élhet az alakok ötletes elrendezésének, a különleges mozdulatok, a nők, a férfiak, a különféle épületek ábrázolásának, a távlat alkalmazásának lehetőségeivel, és az az egész művön megfigyelhető dicséretes módszerrel, hogy a nemeket sajátosan kecses vonásaikkal, az öregeket komolyságukkal, a fiatalokat könnyedségükkel és bájukkal jellemzi.”
A kapu fölötti háromalakos Krisztus megkeresztelése című szoborcsoportot 1502-ben készítette Andrea Sansovino, a bal oldali angyal Innocenzo Spinazzi műve, 1792-ből.
Az 1966-os firenzei árvíz ezt a kaput is megrongálta, 5 dombormű levált az ajtószárnyakról. Restaurálás után visszahelyezték őket. 1990-ben elkészítették a kapu másolatát, jelenleg ez látható a kápolnán, az eredetit pedig a Dóm Múzeumban őrzik. 2007-ben 3 eredeti domborművet bemutattak Atlantában, Chicagóban és a New York-i Metropolitan Múzeumban.
A kápolnát 7-8 méter távolságból nézve becsülhető meg leginkább a kapu művészi értéke, mivel innen már minden részlet látható.

### A kápolna belseje

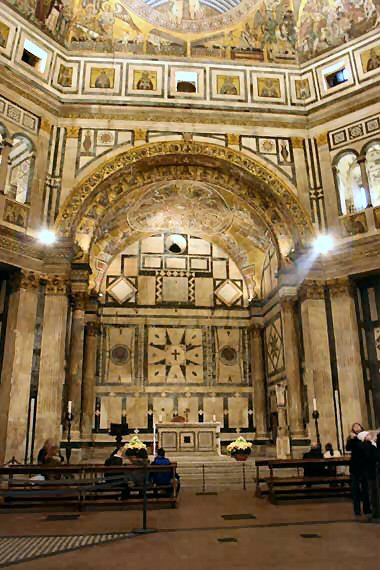
A kápolna belseje a szentély felé nézve

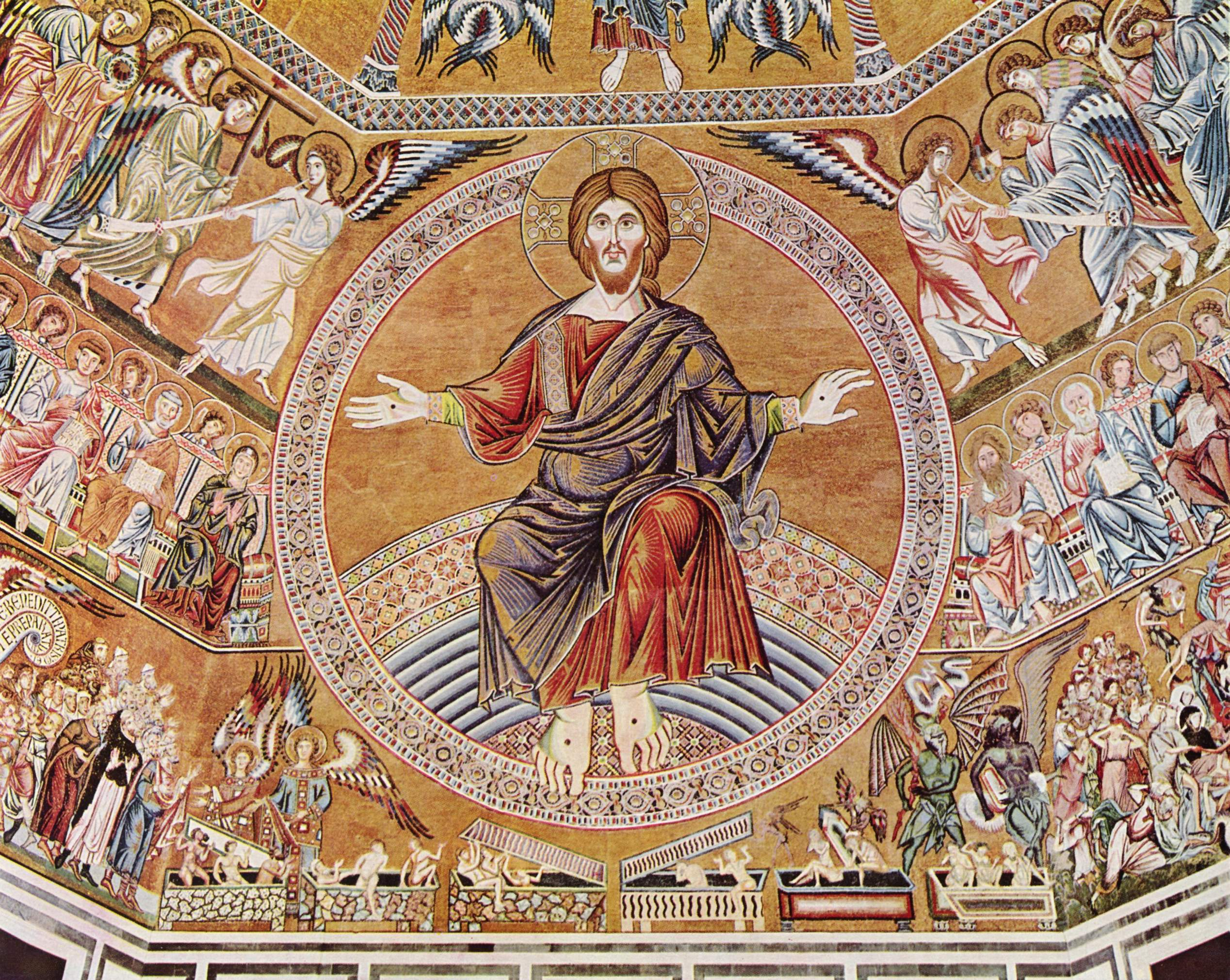
A mennyezeti mozaik részlete

A kápolna körüli tér járószintjét már a 12–13. században is többször megemelték, aminek következtében az épület külső arányai eltorzultak. Leonardo da Vinci kidolgozott egy módszert, hogyan lehetne az egész Battisterót megemelni, de a tervet nem valósították meg, így ma is meg kell tenni néhány lépcsőfokot lefelé, hogy a kápolna belsejébe jussunk.
A belső tér függőlegesen két részre osztott. Az alsóban a kandellúrás pilaszterek gránitból készült, aranyozott korinthoszi oszloppárokkal vannak díszítve, köztük a külső homlokzat geometrikus mintája látható. E megoldás miatt az oszloprend és a köztük lévő fülkék is a római Pantheonra emlékeztetnek. A felső részen árkádos galéria fut körbe, a rajta lévő ikerablakok szabályos közönként ismétlődnek. A szószék fülkéjét és a három kaput teljes falmagasságig kettős pilaszterek és félkörívek díszítik. A kupola alatt közvetlenül négyszögletes képmezőkben attika-sor látható.
A Pisano-féle déli kapun belépve, jobbra található a keresztelőkút. Ez a pisai iskola munkája a 14. század második feléből. Fölötte látható a Krisztus megkeresztelését ábrázoló festmény, Alessandro Alloritól, 1591-ből.
Az északi kapu és az apszis között látható Baldassare Cossa, azaz XXIII. János ellenpápa síremléke, amit 1425 és 1427 között készített Donatello és Michelozzo. Az ellenpápa alakja Donatello, a talpazaton lévő három nőalak, a Hit, Remény és Szeretet allegóriája Michelozzo művei. Ez az első reneszánsz stílusú baldachinos síremlék.
A kápolna műkincsei közé tartozik még két római szarkofág és Ranieri püspök kőkoporsója.
A téglalap alakú szentélyt a 13. század első éveiben építették a kápolnához, a következő évszázadban készült el Agostino di Jacopo műhelyében a mozaikdíszítés és az előtérben lévő gyertyatartó angyal. A főoltártól balra Mária Magdolna faszobra állt, amit Donatello készített, 1460-ban. Az 1966-os árvíz alatt súlyosan megrongálódott, restaurálás után visszahelyezték, de később átvitték a Dóm múzeumba.
A kápolna padlóján is a 13. században készült mozaikszerű berakás látható, amin az állatövet ábrázolták, a közepén visszafelé is olvasható latin szöveggel.

#### A kupola mozaikja
A Battistero kupolájának mozaikját, ami a velencei Szent Márk-székesegyház mozaikjai nyomán készült, 1225-ben kezdték el készíteni. Később a munkát egy ferences szerzetes, Jacopo Torriti vezette, és többen közreműködtek benne, így Coppo di Marcovaldo is, de a végső munkálatok a következő század elejéig elhúzódtak. A főoltár feletti részen a szivárványon trónoló Krisztus látható, amint az utolsó ítéletkor a jókat megjutalmazza, a rosszakat megbünteti. A mennyezet további, körbefutó részein látható mozaikdíszítés 5 részre oszlik, ahol ó- és újtestamentumi jelenetek láthatók: Keresztelő Szent János életének eseményei, történetek Krisztusról, József életének eseményei, képek a világ teremtéséből, Az égi hierarchiák Krisztussal és a szeráfokkal. A Krisztus fölötti képszalagon, ami egészen a lanternáig nyúlik, szőlőindák, pávák és szarvasok között a Teremtőt és a mennyei seregeket látni.

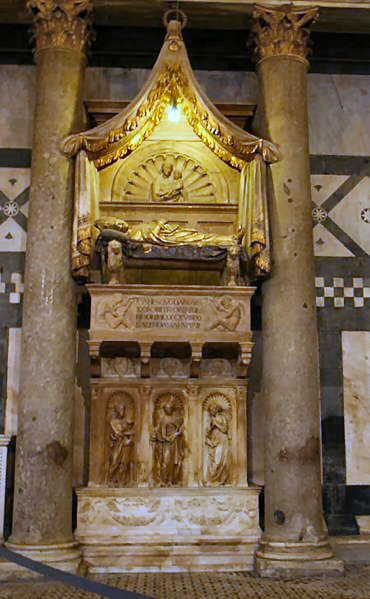
XXIII. János ellenpápa síremléke
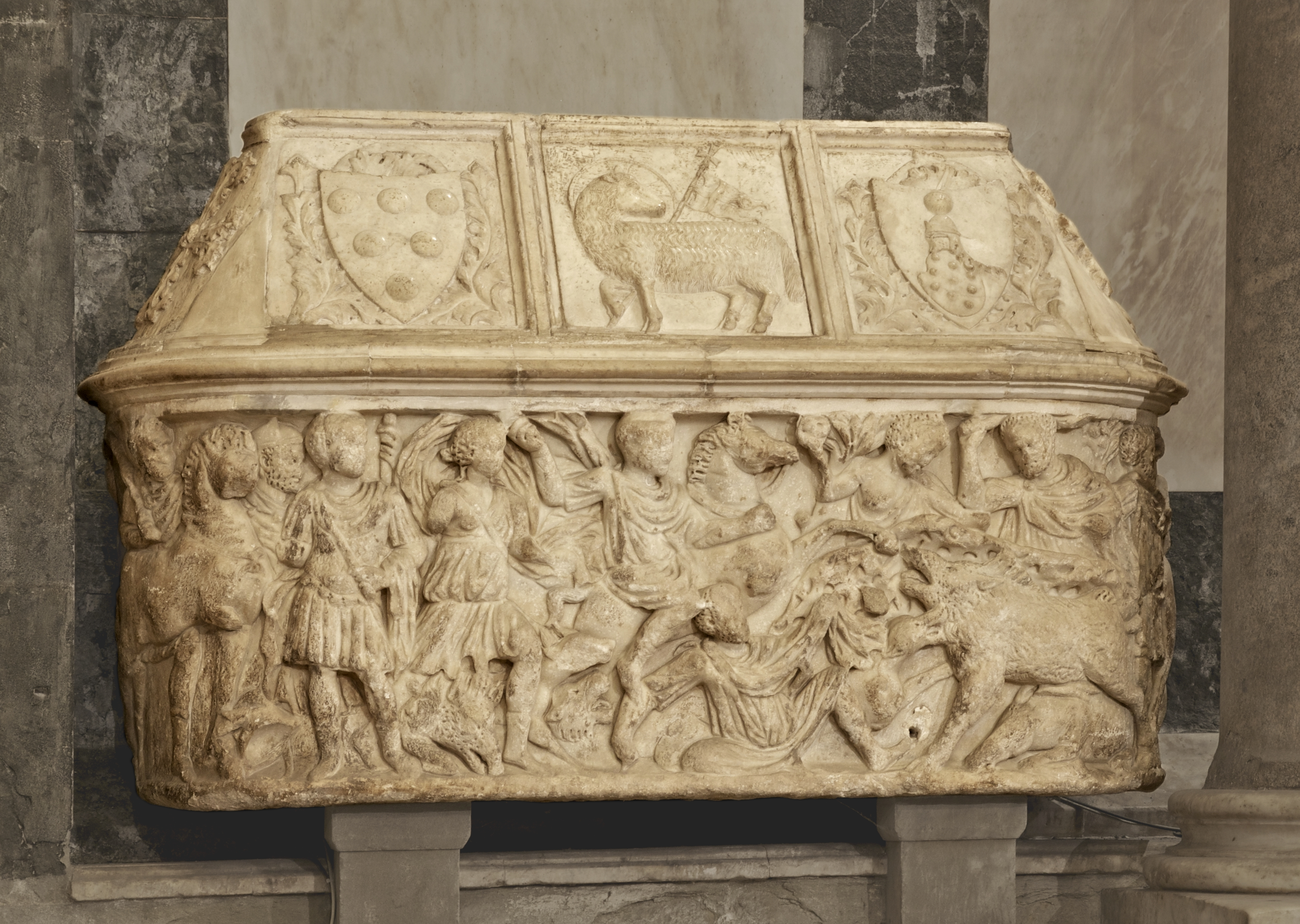
Szarkofág